# Alan Plater
Alan Frederick Plater, né le 15 avril 1935 à Jarrow et mort le 25 juin 2010 à Londres, est un dramaturge et scénariste britannique.

## Biographie
Il a travaillé pour la British television.
Il est membre de la Royal Society of Literature et a été nommé en tant que commandeur de l'ordre de l'Empire britannique, grade de l'ordre.